# Фантастика

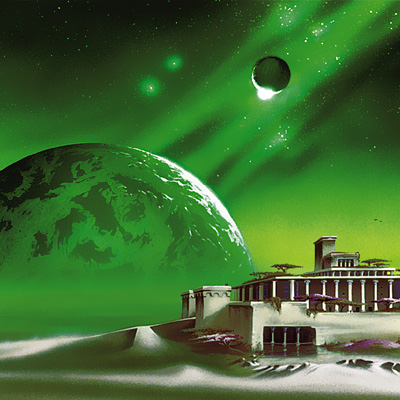
Фантастика показує уявний світ, відмінний від сьогоденного, реального

Фанта́стика (від дав.-гр. φανταστική — мистецтво уяви, фантазія) — жанр художніх творів, в якому за допомогою додавання вигаданих уявних елементів створюється світ, відмінний від світу сьогоденного, реального. Основною ознакою фантастики є наявність у творі фантастичного допущення — фактора, який невідомий або неможливий у реальному світі.
У літературі фантастика — сукупність літературних напрямків, що на противагу літературному реалізму (який об'єднує напрямки, що описують сучасні або минулі події, що є звичними та звичайними відповідно до сучасних уявлень) описують явища, котрі вважаються наразі неможливими (наукова фантастика), вважаються нездійсненними та принципово неможливими відповідно до загальноприйнятих даних сучасної науки (фентезі, казка, містика та фантастика жахів), описують страхи людства та майбутні катастрофи чи їх наслідки (фантастика жахів, апокаліптична та постапокаліптична фантастика) у реальному або чарівному світі чи зображують альтернативний погляд на історичні події або на географію світу (альтернативна фантастика).

## Проблема визначення
Термін «фантастика» стосовно художніх творів не є всесвітньо поширеним і має альтернативи в різних мовах, що мають різний обсяг. До того ж зміст цих термінів змінюється з часом. В англійській мові українському «фантастика» найповніше відповідає «speculative fiction» (спекулятивна белетристика), меншою мірою — «fantastic», у французькій — «fantastique». У 2010-х роках став набувати поширення термін «fantastika», запозичений зі слов'янських мов і який загалом дорівнює українській «фантастиці». «Fantastika» розуміється як ширша галузь творчості, що включає різні жанри та види мистецтв, де можливі як раціоналістичні, так і ірраціональні ситуації.
В українській мові поняття фантастики як особливого різновиду творів, що описують вигаданий світ, однією з перших стала вживати Леся Українка. Зокрема в статті «Утопія в белетристиці» (1906) вона звертала увагу на утопічні твори Томаса Мора, Еміля Сувестра. Тривалий час, за СРСР, під фантастикою розумілося зображення дійсності в перебільшеному або надприродному вигляді. Пізніше — різновид художньої літератури, в якому уява автора переважає над реальністю, створюючи світ, що протиставляється буденній реальності. За визначенням радянського письменника Георгія Гуревича: «Назвемо фантастикою літературу (і область кіно), де істотну роль відіграють фантастичні образи, тобто незвичайне, неіснуюче, невідоме або явно придумане».
Літературознавчий словник-довідник не містить окремого визначення фантастики, але характеризує її в інших статтях як твори, де уявний світ не відповідає реальному світу або прийнятному, усталеному поняттю про можливе.
В усякому разі фантастика завжди стосується уяви, що беручи за зразок реальний світ, поєднує його елементи так, аби зобразити дещо помітно відмінне від дійсного.

## Фантастичні допущення

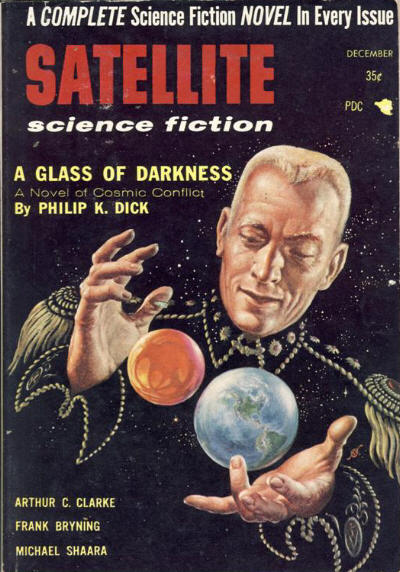
Фантастичне допущення дає з волі автора існувати в творі невідомому і неможливому

Залежно від типу допущення, що може характеризуватися як існування з волі автора неможливого чи невідомого в реальності, але можливого і відомого в світі твору, визначаються жанри фантастики. Вводячи ті чи інші фантастичні допущення, фантасти тим самим конструюють певну вигадану реальність і постулюють певні закони вигаданого світу, яким повинні підкорятися не тільки персонажі творів, але також і самі автори. Загалом дослідники фантастики виділяють два основних типи: природничо-наукове допущення і гуманітарно-наукове. В одному творі можлива наявність одночасно кількох допущень, тому іноді твір складно віднести до єдиного жанру.
Природничо-наукові базуються на припущеннях (гіпотезах, здогадках), які включають описи аномалій відомих законів природи (наприклад, високотемпературна надпровідність), відкриття імовірних, але досі невідомих явищ природи (подорожі в часі, телепортація, позаземне життя), винаходи, які відповідають сучасній на момент створення твору науковій картині світу (кіборги, квантові комп'ютери), моделювання невідомих явищ (біологія іншопланетян). Передусім природничо-наукове фантастичне допущення лежить в основі наукової фантастики. У разі якщо воно описує виключно відомі сучасній академічній науці або очікувані явища, винаходи, така фантастика має назву «жорсткої» наукової фантастики.
Якщо допущення базується на припущеннях з таких наук як культурологія, соціологія, та інших гуманітарних наук, воно зветься гуманітарно-науковим. Такі допущення реалізуються як екстраполяція відомих цим наукам сучасних явищ (перенаселення, поглиблення соціальної нерівності, залежність від ґаджетів), інтерпретація відомого, що відрізняється від загальноприйнятої (криптоісторія), моделювання невідомих явищ в рамках гуманітарних наук (цивілізація без технологій, всесвітня демократія, тоталітаризм). Відповідно заснована на них фантастика має назву «м'якої наукової фантастики» (на противагу «жорсткій») або соціальної фантастики.
У рамках природничо-наукового і гуманітарно-наукових допущень виділяється футурологічне. Воно засноване на думках щодо майбутніх можливих подій, а не теперішніх чи минулих. Всередині гуманітарно-наукового існують і інші допущення, в основі яких лежать знання з людської психології, фольклору, міфів. Містичне допущення передбачає опис певних явищ без дання відповіді як або чому вони відбуваються. Описуються тільки зовнішні ефекти проявів невідомої сили. Фольклорне вводить до твору персонажів фольклору, як то реальні народні герої (Робін Гуд) або вигадані істоти (дракони, вампіри, привиди). Близькими до нього є легендарне і міфічне допущення. Наприклад, воно вводить персонажів, істот, явища легенд (Влад Дракула, чупакабра), минулих і сучасних міфів (Геракл, боги, демони, кінець світу). Такі допущення передусім присутні у фентезі, літературі жахів.
Особливий різновид становить світотворче допущення, що може бути присутнім поряд з усіма іншими, яке формує вигаданий світ зі своїми історією, законами. Як такі світи можливі інша галактика, планета (далека галактика «Зоряних війн»), відокремлений інший світ, оснований на нашому (альтернативна історія, альтернативна географія), повністю вигаданий світ, що не має очевидних паралелей з нашим та має неможливі в реальності закони (Арда, Dungeons & Dragons). Іноді виділяються фантасмагоричне чи гумористичне допущення. Вони комічно зображають відомі або вигадані явища (в тому числі й фантастичні), пародіюють їх (Кунг Ф'юрі, Плаский світ), перебільшують для виділення певних аспектів (Мандри Гуллівера).

## Піджанри фантастики
З причини поєднання в конкретних творах фантастичних допущень класифікація фантастики залишається проблемною. Традиційно вона поділяється на наукову фантастику, фентезі та жахи. Часто фантастику поділяють на наукову фантастику і фентезі. У такому випадку вважається, що наукова фантастика зображує можливе — зміни, відкриття, світи і цивілізації, — в той час як фентезі зображує щось завідомо неможливе.
Літературознавець Вільям Лі Годшок ділить всю фантастичну літературу на чотири групи: 1) «чиста» фантастика (англ. pure fantasy), де фантастика є сама по собі метою і які-небудь ідеї відіграють мінімальну роль; 2) філософська фантастика, де фантастичні образи і ситуації опиняються засобом демонстрації та розвитку якихось філософських ідей і концепцій; 3) соціально-критична фантастика (англ. critical fantasy); в творах цього роду фантастичні образи служать формою авторського судження щодо дійсності; 4) реалістична фантастика, яка є науковою фантастикою. Вона ґрунтується на екстраполяції та спробах автора передбачити майбутнє.
У 2000-ні роки декотрі дослідники стали схилятися до думки, що взаємовпливи жанрів фантастики стерли різницю між ними і подальша класифікація неможлива або утруднена. Таким чином, на думку деяких, існує тільки «фантастика» в широкому розумінні. Для позначення творів, жанр яких неможливо однозначно визначити, було введено поняття «просковзний потік» або «сліпстрім» (англ. slipstream), запропонований у 1989 Брюсом Стерлінгом.
З-поміж численних піджанрів, які можуть групуватися і поєднуватися в ширші, виділяються основні: альтернативна історія, альтернативна реальність (географія, біологія тощо), утопія, антиутопія, апокаліпсис, постапокаліпсис, епічне (високе) фентезі, «меч і магія», «сьогоденне» фентезі, міське фентезі, темне фентезі, авторські казки, наукове фентезі, технофентезі, наукова фантастика, «жорстка» наукова фантастика, «м'яка» наукова фантастика, воєнна наукова фантастика, космічна опера, таймпанк (стімпанк, кіберпанк та ін.), супергероїчна фантастика, надприродна фантастика.

### Наближені жанри
Деякі твори мають окремі риси фантастики, однак їх неможливо однозначно віднести до фантастики через відсутність або незначущість фантастичного допущення, його спростування в самому творі. Так в творах європейського романтизму реальність фантастичної події часто лишається під сумнівом. Також фантастикою не є ті твори, де фантастичне очевидно відбувається в уяві героя. Деякі твори містять фантастичні події, об'єкти, але вони не відіграють вагомої ролі в конструюванні світу чи цілком відповідають реальності на рівні віри. До прикладу, згадка в творі віри в іншопланетян не робить його фантастичним.

### Фентезі

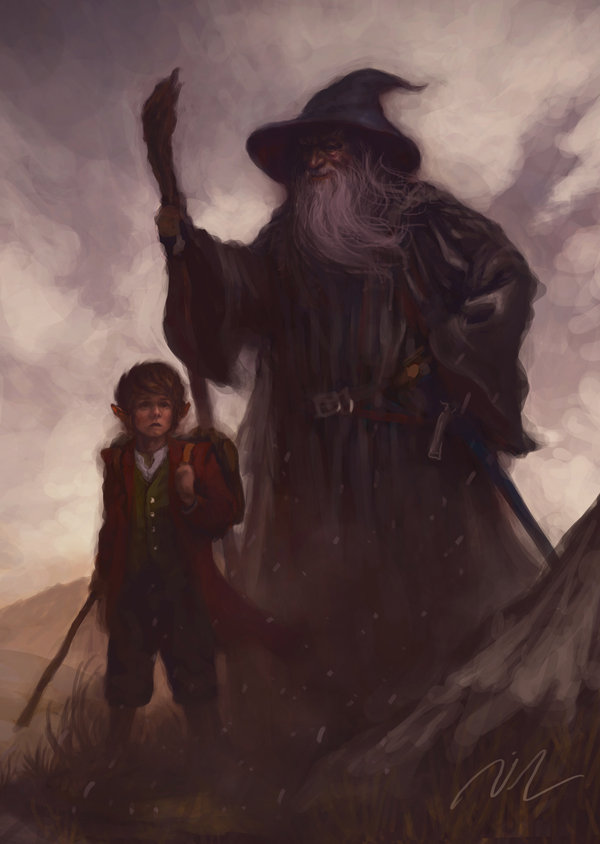
Чарівник Ґандальф і коротун Більбо — персонажі класики фентезі «Гобіт, або Туди і Звідти» (1937)

Піджанр фантастики, в якому магія та інші надприродні явища є головними елементами сюжету, теми чи місця дії. На відміну від наукової фантастики, фентезі рідко пояснює світ, в якому відбувається дія твору, з точки зору науки. При цьому він може бути пояснений псевдонаукою, як астрологія або алхімія. У такому світі можуть існувати боги, взяті з міфології чи вигадані, міфічні істоти. Часто вони засновані на стихіях, підпорядковуються абстрактним силам, як Порядок і Хаос. Фентезійні твори найчастіше показують вигадані світи, близькі до реального європейського Середньовіччя. Фентезі поділяється на такі види:
Героїчне фентезі — пригоди окремих героїв, предусім в архаїчному розумінні героя як наділеної незвичайними силами людини. Такі персонажі далеко не завжди виступають носіями добра і благородства, але демонструють фізичну могутність, відвагу. Проблеми героя зазвичай локальні (помста, поборення чудовиська, здобуття влади), тому в цьому жанрі поширена форма повісті та короткої розповіді.
Вигаданий світ героїчного фентезі найчастіше нагадує середньовіччя. Типовим прикладом може бути Конан, який протягом розвитку сюжету перетворюється з варвара на короля.
Героїчна фантастика завжди користувалась популярністю, не виняток і сьогодення, правда зараз вона представлена здебільшого у вигляді бульварного чтива. Засновником героїчного жанру є Роберт Говард зі своїм Конаном та ще декількома схожими героями.
Епічне фентезі — твори цього різновиду побудовані за зразком епосу, звідки й назва. Герої епічної фентезі борються з глобальним Злом, його події зачіпають весь описуваний світ, або його значну частину. Наприклад, Фродо йде до Мордору, щоб знищити Перстень Влади, з яким Темний Володар заволодіє світом. Архімаг Земномор'я жертвує всією своєю силою, щоб затягнути дірку у світобудові, відьмак Геральт починає пошуки Цирі («Володар Перснів» Джон Роналд Руел Толкін, «Земномор'я» Урсула Ле Ґуїн, «Хроніки Амбера» Желязни Роджер, «Відьмака» Анджея Сапковського).
Міфологічне фентезі — якщо більша частина фентезі — художні твори з елементами міфів у класичному їх розумінні, то міфологічна фентезі — це міфи з елементами художніх творів. Наприклад, сюжет прадавнього міфу переноситься в сучасність, або автор вигадує авторський міф за зразком реального. Сам термін «міфологічна фентезі» (mythic fantasy) придумав американський письменник, критик і редактор Террі Віндлінг (Роджер Желязни «Бог Світла», Генрі Лайон Олді «Герой має бути один», Ніл Ґейман «Американські боги», «Діти Анансі»).
Технофентезі — саме слово технофентезі, містить в собі дві частинки з різними смисловими навантаженнями, техно — від технології і фентезі — магія. Світ технофентезі — це світ, у якому технології та магія добре і продуктивно співіснують або ж перебувають у конфлікті. Наприклад, роботів заміняють големи, чи електрика добувається з духовних джерел ("Операція Хаос", "Операція Місяць" Пола Андерсона, цикл пригод Артеміса Фаула від Йона Колфера, Warhammer 40,000, Final Fantasy (деякі частини).
Темне фентезі — це піджанр, який включає в себе елементи жахів та готики, дія якої відбувається в антуражі традиційної фентезі. Також для творів піджанру часто притаманні зображення суворого світу, де поняття моралі, добра і зла є відносними, підступність. Темними фентезі також нерідко називають надприродні жахи, щоб виділити їх із жанру хоррору. Щоб позначити відмінність, критики стверджують, що містичне темне фентезі не лякає читача безпосередньо, а створює у нього емоційне відчуття страху, що вже минув. Тобто, ці книги перш за все фентезі, а не розповідь про надприродний жах.

### Наукова фантастика

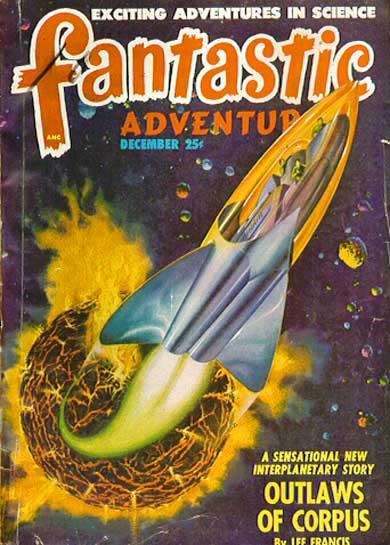
Космічні подорожі — типова тема наукової фантастики (журнал «Fantastic adventures», 1948)

Наукова фантастика активізувалась у другій половині ХХ ст. Наукова фантастика описує світ чітко, фізично і логічно, без надприродного. Радикальніший напрямок НФ, так звана тверда наукова фантастика, дотримується реалізму в зображенні фантастичного, наприклад, використовуючи реальні проєкти технологій, які ще не втілені.
У 1947 р. Робертом Хайнлайном було запропоновано для наукової фантастики визначення — «література міркувань» (англ. speculative fiction). Роберт Конквест запропонував назву «література можливостей» (англ. possibility fiction), оскільки фантастика зображує не реальні, а передбачувані, можливі зміни, допомагаючи тим самим людській психіці підготуватися до реальних змін.
Єдиної класифікації наукової фантастики, як і фантастики взагалі, немає. Так, Д. Воллхейм виділяє в науковій фантастиці чотири групи: 1) уявні подорожі; 2) передбачення майбутнього; 3) незвичайні винаходи; 4) соціальна сатира.
Засновниками жанру НФ були класики всієї фантастики Жуль Верн, Герберт Веллс, Карел Чапек. На той час багато хто вважав їхні твори абсурдними, але вже в 1920-х роках настала «Золота Доба» НФ. Успіх НФ був «смугастим», вона то переживала розквіт, то знову занепадала. Наступний розквіт приніс фантастиці нових класиків Артур Кларк, Айзек Азімов, Кліффорд Сімак, Станіслав Лем, Роберт Шеклі. Твори класиків фантастики завжди мали певну пророчість — Жуль Верн передбачив посадку на Місяць і появу субмарин, Герберт Веллс — польоти, Олексій Толстой — лазер, а Станіслав Лем — електронні книжки.
Космоопера (або «космічна опера», англ. space opera) — один з жанрів пригодницької наукової фантастики, який зазвичай визначається за формальними ознаками: дія творів відбувається в космічному просторі і/або на інших планетах (у Сонячній системі або за її межами) в умовному (зазвичай екзотичному) антуражі; персонажі підкреслено героїчні, а масштаби їхніх діянь обмежені лише фантазією авторів.
Воєнна і пригодницька фантастика — тут герої є членами військової служби і учасниками збройних конфліктів. Докладний опис конфлікту, тактика і роль військової служби та окремих членів цієї служби є основою для військової наукової фантастики. Такі історії часто мають особливості фактичних минулих та поточних конфліктів Землі, які переносяться в інший час, або місце в іншому масштабі. До прикладу, боротьбі з аналогами нацистів надається галактичний розмах.
Соціальна фантастика — піджанр, заснований не на точних науках, а на «м'яких» і особливо соціальних (антропологія, соціологія, психологія, політологія тощо). У його творах через фантастику автор доносить свої міркування щодо законів розвитку суспільства, людської природи, подає через фантастику актуальні теми. На перший план висуваються відносини між людьми, їхні переживання, а не пояснення і детальний опис фантастичний винаходів, відкриттів чи подій.
Суміжними до соціальної фантастики є утопія і антиутопія. У світах утопії описуються ідеальні суспільні побудови, життя людей в них, шлях становлення утопії. В антиутопії навпаки — тоталітаризм, соціальна чи расова нерівність.
Постапокаліпсис (англ. post-apocalyptic) — жанр наукової фантастики, в якому дія розвивається у світі після якої-небудь глобальної катастрофи. Такою катастрофою можуть бути: третя світова війна зі застосуванням ядерної, хімічної або біологічної зброї, вторгнення інопланетян, повстання машин на чолі штучного розуму (роботів), пандемія, падіння астероїда, відродження динозаврів або інші катастрофи. У контексті оповідання розглядається зріз сучасної дійсності через призму сприйняття далеких поколінь. У літературі цей жанр близько стоїть і іноді змішується з кіберпанком.
Постапокаліптичним називають також творчий стиль, що несе настрій запустіння, самоти і жаху в образах постарілої і покинутої техніки або будівель.
Альтернативна історія і географія — ці піджанри зображають можливі сценарії історичного розвитку минулого. Наприклад Антарктида знаходиться не на Південному полюсі, а на екваторі, або світ, у якому Наполеон не програв битви під Ватерлоо, а переміг союзників.

### Жахи
Фантастика жахів нерідко містить фантастичне допущення (магія, вигадані істоти), але цілком можлива і без них чи з мінімальним використанням. Сам «жах» включає тут почуття від відрази до високого жаху-трепету. Фантастика жахів походить від готичного роману, для якого чільним є не створення вигаданого світу, а надання тривожної атмосфери. У пізнішій фантастиці можливі створення «жахливих» вигаданих світів, нерідко поєднаних з науковою фантастикою чи фентезі. Твори жахів поділяються на фантастичні жахи і реалістичні (трилери, психологічні). Разом з тим елементи трилеру присутні у творах різних жанрів, в тому числі і фантастики.
Фантастичні жахи — містять фантастичні допущення у вигляді надприродних істот (привиди, демони), чудовиськ (іншопланетяни, мутанти), подій (кінець світу, експерименти над людьми). Особливим різновидом фантастичних жахів є лавкрафтівські жахи, які орієнтуються на очікування жахливого, але не його пряму демонстрацію.
Психологічні жахи — не маючи фантастичного допущення, лякають реалістичними образами убивць, катастроф, звірів, тому не відносяться цілковито до фантастики.

## Історія
В історії розвитку фантастики виділяються три основні поворотні події:
Виникнення язичницьких міфів. Для своєї епохи вони не були буквальною фантастикою, сприймаючись як реальність і будучи сакральними. Проте вони використовували ті ж механізмами мислення, на яких пізніше базувалася фантастика. Разом з тим казки, які часто розглядаються як похідні від міфів, містять вигадки і це навіть стверджується в їхніх текстах. Дослідники вбачають причину цього в різних функціях міфу й казки. Якщо міф пояснює влаштування світу, то казка початково слугує для соціалізації та супроводжує обряди ініціації.
Виникнення усвідомленої художньої умовності, в тому числі і фантастичної. Фантастика виникає тоді, коли порушується синкретичне мислення, в якому реальне і вигадане нероздільні, коли міф десакралізується. З появою розвинених форм мистецтва міфологічні сюжети стали матеріалом в руках творців. Зокрема одними з перших відомих зразків є грецькі трагедії, що були переробленими і часто переосмисленими міфами.
Виникнення фантастики як окремої галузі літератури, в потім і інших творів. Цей процес починається в епоху пізнього Відродження і триває до кінця XX століття, коли фантастика сформувалася у відомих тепер піджанрах і формах.

### Античність

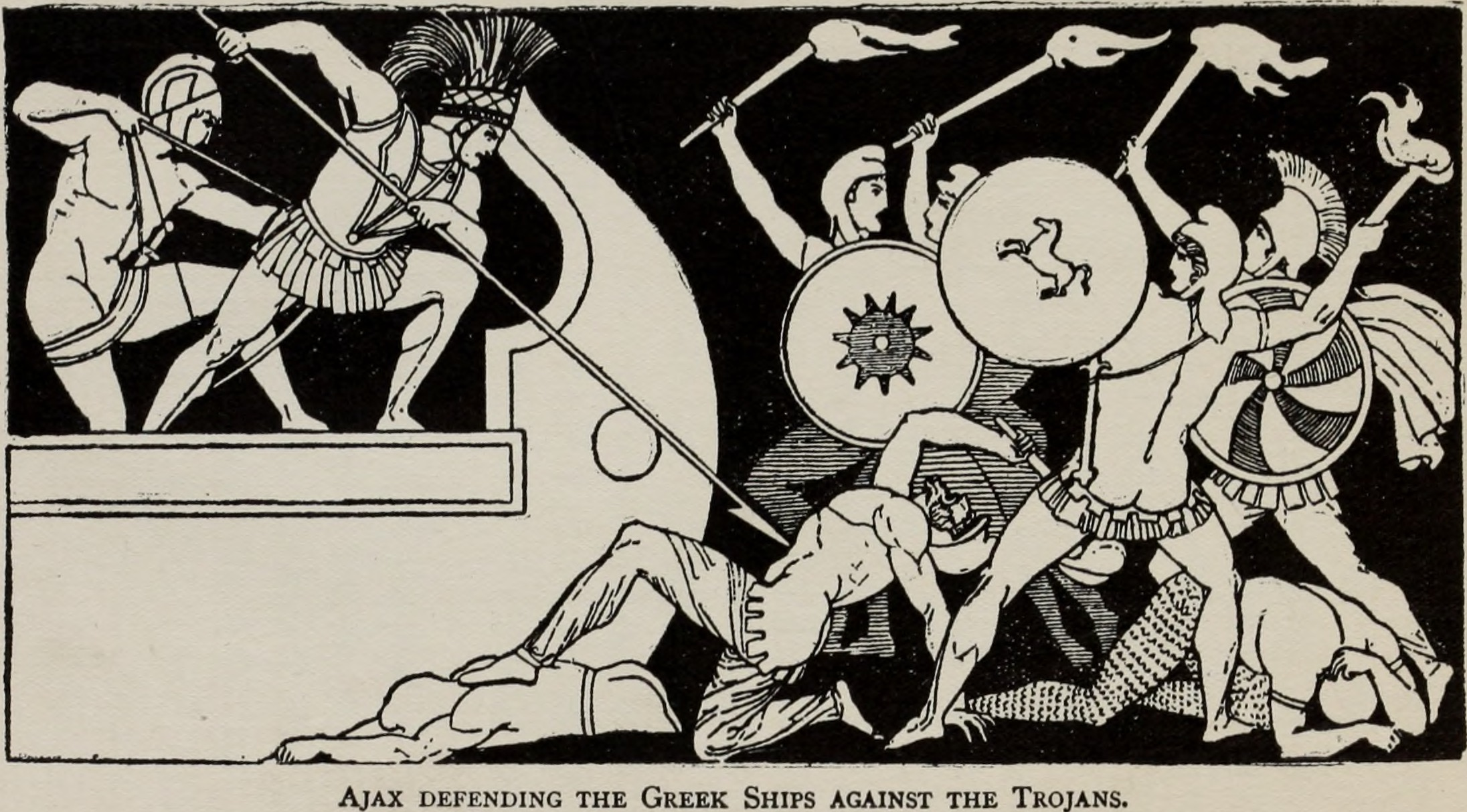
Античні міфи, як про Трою, часто ставали об'єктами переробок, втрачаючи сакральність

Першим, хто умисне ввів елементи, які розцінювалися як очевидна вигадка, до художнього твору, вважається Арістофан. Він відомий комічними зображеннями богів у своїх п'єсах: «Птахи» (414 до н. е.), «Жаби» (405 до н. е.) та ін. Багато давньогрецьких трагедій використовували вигадані сюжети (але можливість яких не заперечувалася) про міфічних героїв, наприклад, «Едіп-цар» (близько 429 року до н. е.) Софокла, створена на основі міфу про царя Едіпа. На проблему існування фантастичного звертав увагу Арістотель, котрий твердив, що мистецтво в окремих випадках «створює неможливе» і тим самим «грішить» проти істини, «але воно абсолютно праве, якщо досягає своєї мети… якщо таким чином поет робить або цю саму, або іншу частину [свого твору] більш вражаючою».
Лукіан (II ст.) в трактаті «Як треба писати історію», порівнюючи закони науки (історії) і поезії, виділяв фантастику як особливий прийом творчості: «Йому (поетові) немає заборони, якщо він захоче запрягти в колісницю крилатих коней і якщо сяде на скакуна, щоб нестися по водах або по вершинах колосся. І коли у поетів Зевс на одному ланцюзі піднімає всю землю і море, ніхто не боїться, щоб він не обірвався і все, впавши, не загинуло». У працях з риторики, складених в I—V ст. н. е., розрізняються вигадка «щодо сутності», тобто те, чого не було і не могло бути, і вигадка «щодо дійсності», тобто те, чого не було, але що могло би статися.
Тему фантастичної подорожі розвивали Антоній Діоген (II ст.) з романом «Дива країни по той бік Туле», Псевдо-Каллісфен з твором «Історія Олександра Великого». У період пізньої античності створювалися збірники, де перераховувалися так звані «індійські дива», що здійснили неабиякий вплив на європейське середньовіччя. Незвичайним метаморфозам були присвячені роман «Золотий віслюк» Апулея, «Лукій, або Віслюк» Псевдо-Лукіана. Таким чином в античні часи мистецтву була знайома фантастика, але переважно в формі вторинної художньої умовності.

### Середньовіччя

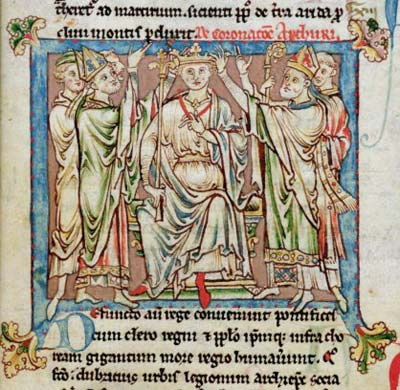
Король Артур — персонаж численних середньовічних творів (мініатюра XIII ст.)

Передумовою формування фантастики в середні віки була зміна релігійного культу — на зміну язичництву приходило християнство. В європейському середньовіччі сформувалося поняття надприродного, в якому Бог може змінювати закони світу, творячи чуда. Вони не сприймалися як природний стан світу, але як рідкісне і протизаконне порушення цього стану, здійснене вищою силою, яке є правдивим. Жодне з поширених в Середні віки житій святих не обходилося без опису чудес. Разом з тим ще Григорій Великий (VI ст.) згадував, що багато хто сумнівається в істинності чудес, принаймні в час його життя. Подібні історії не були притаманними виключно Європі. Так в корейських «Історичних записах про три держави» (упорядковані в 1145 р.) також описуються чудеса, пов'язані з буддистськими святими.
Візантійський письменник Сінесій (370 — близько 413 рр.), передаючи зміст деяких єгипетських міфів, прямо заявляв, що це вигадка, але створена самим єгипетським народом для пояснення світу і тому не є вигадкою безглуздою. Пізніше з'являються присвячені дивовижам інших земель так звані «книги чудес» (Гервасія Тільберійського, Марко Поло, Раймунда Раймунад, Джона Мандевіля і ін.) як наслідування античних описів фантастичних подорожей. У XIII столітті Сноррі Стурлусон написав «Молодшу Едду», збірку творів, що містила як переосмислені скандинавські міфи, так і слугувала підручником з поетики. У сатиричній літературі середньовіччя частими були так звані «тваринні» і «рослинні» мотиви, де різні істоти розмовляють, діють наче люди: епос «Роман про Лиса», «Сперечання Троянди і Лілії», «Про одного барана, розтерзаного собаками». В арабській середньовічній літературі нерідкими було зображення суперечки квітів. У період пізнього середньовіччя в Візантії створювалися пародійні поеми «Житіє високоповажного Осла» і «Чудова розповідь про Осла, Вовка і Лисицю», а також прозаїчна сатира «Плодослів».
Відомі лицарські романи артурівського циклу французів Кретьєна де Труа (XII ст.), його німецьких послідовників Вольфрама фон Ешенбаха, Гартмана фон Ауе і англійця Томаса Мелорі (XV ст.). Будучи результатами індивідуальної творчості, але пов'язаноми з народною епічною традицією, вони сприймалися як поетична вигадка, а не як легенда чи оповідна шансон де жест. У «Романі про Троянду» французького поета Гійома де Лорріса (XIII ст.) фантастичні події поміщалися в сон, чим підкреслювалася їх вигаданість. Подібно писав англійський поет XIV ст. Вільям Ленґленд у «Видіннях про Петре-Пахаре», де вигадане існувало у видіннях.

### Відродження

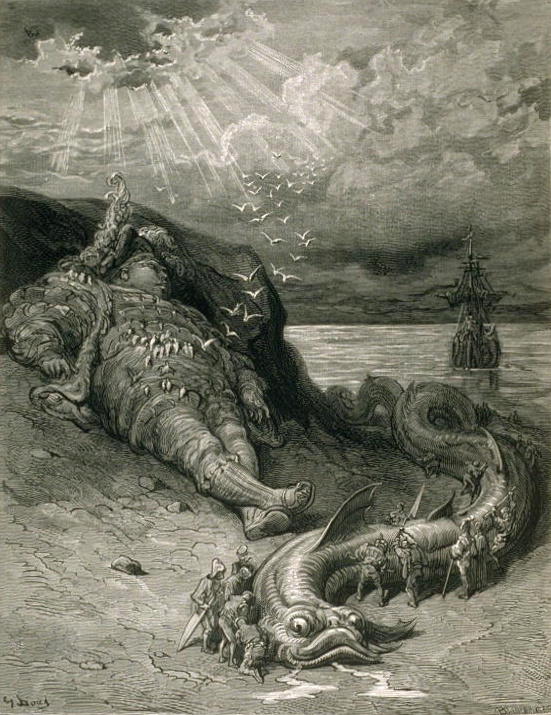
Ілюстрація до «Гаргантюа і Пантагрюель» Гюстава Доре (1873)

Перехідним за своїм змістом від Середньовіччя до Відродження вважається філософсько-фантастичний роман Данте Аліг'єрі «Божественна Комедія» (1308—1321). Пізніші оповіді про дивовижне і надзвичайне епохи Відродження не були міцною літературною традицією з причини активної секуляризації мистецтва. Художня фантастика цього часу представлена або відверто казковою, як в «Сон літньої ночі» Вільяма Шекспіра, «Буря» або травестійно-комічною, як у віршах Ганса Сакса. Хоча в рамках маньєризму зустрічалася фантазійність, вона передусім стосувалася образотворчого мистецтва. Вже наприкінці епохи, у XVII столітті, виникає літературна казка.
Розвиток фантастики в період Відродження завершують «Гаргантюа та Пантагрюель» (1532—1564) Франсуа Рабле, як сатира і гуманістична утопія та «Дон Кіхот» (1605—1615) Мігеля Сервантеса як пародія на фантастику лицарських пригод. Якщо в Томаса Мора і Томаззо Кампанелли утопічні ідеї викладалися більше як філософські та дидактичні трактати, то тільки в «Новій Атлантиді» (1624) Френсіса Бекона вони мають більше рис художньої фантастики з описом дивовижних винаходів.
Французькі «трагічні історії» XVII століття черпали матеріал з хронік і зображали фатальні пристрасті, вбивства і жорстокості, одержимість дияволом тощо. Історіями боротьби з жахливими пристрастями на шляху служіння Богу був відомий єпископ Жан П'єр Камю.

### Просвітництво
Зображення фантастичного конфліктувало з просвітницьким культом розуму та логіки. Але фантастика продовжувала існувати як засіб створення сатири. Прикладами слугують «Мандри Гуллівера» (1726) Джонатана Свіфта, наслідування Рабле і Сірано де Бержерака.
Велика кількість винаходів і відкриттів у XVIII столітті породила так звану «інерцію чудес», яка викликала легковірність. Розвинений раціоналізм на одному полюсі, «інерція чудес» і забобонів на іншому відродили розповідь про дивовижне, але тепер як фантастичну, «профанську» розповідь.

### Романтизм
Романтики захищали творчу свободу художника, його фантазію, вважаючи, що творець творить правила, а не підкорюється їм. Німецькі романтики першими звернулися до чарівних казок і легенд, щоб збагатити нові фантастичні твори. Це сприяло становленню жанру літературної казки у всіх європейських літературах, що залишається і понині провідним в дитячій фантастиці.
Основною рисою однієї з течій романтизму, гротескно-фантастичної, було перенесення фантасмагорії до повсякденного життя. Зокрема до неї належав готичний роман. Готичний роман з'явився в західно-європейської та американської літератури другої половини XVIII і першої половини XIX століть. Відмінними його рисами були тематика і філософія «світового зла», зображення надприродного, загадкового, похмурого. Сюжети, як правило зводилися до таємничих злочинів, а над героями панував фатум і демонізм. Відомими творцями готичного роману були Горас Волпол, Енн Редкліфф, Вільям Бекфорд, Метью Льюїс, Чарльз Роберт Метьюрін, у Франції в цьому жанрі успішно працював Жак Казот. Готичний роман своєю чергою вплинув на подальше становлення європейського романтизму (Джордж Гордон Байрон, Вальтер Скотт, Гофман) і американського (Едгар По). По став попередником пізнішої наукової фантастики з творами «Історія Артура Гордона Піма», «Падіння в Мальстрем», «Дивовижна пригода Ганса Пфааля».
Розвиток дитячої казкової літератури породив новий вигляд фантастичного світу — світ іграшковий. Такими є світи, зображувані у Льюїса Керрола, Карло Коллоді, Алана Мілна.

### Становлення наукової фантастики і фентезі

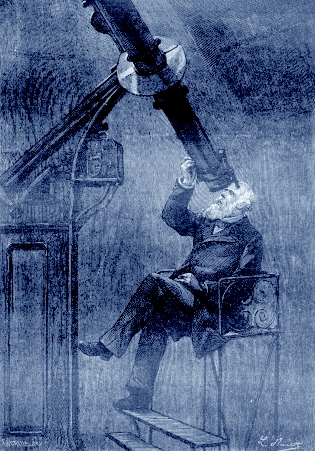
Винахідництво і відкриття — характерні теми ранньої наукової фантастики

За реалізму другої половини XIX століття зароджується наукова фантастика, яка зображає реальний світ, якимось чином змінений наукою. Її засновниками є Жуль Верн («П'ять тижнів на повітряній кулі», «Подорож до центру Землі», «Із Землі на Місяць», «Двадцять тисяч льє під водою», «Таємничий острів», «Робур-Завойовник») і Герберт Веллс («Машина часу», «Війна світів», «Невидимець»). Разом з тим фантастика не обмежувалася науковою, до неї як прийому на початку XX століття зверталися Томас Манн, Джек Лондон, Франц Кафка, Генрік Ібсен, Бернард Шоу, Моріс Метерлінк, Оскар Уальд, пізніше Антуан де Сент-Екзюпері, Хорхе Борхес.
На початку XX століття виникає фентезі з творами Роберта Говарда («Конан»), Джона Толкіна («Гобіт»). Крім цього, в західній літературі початку XX століття розвинулася література жахів Говарда Лавкрафта, Кларка Ештона Сміта.
У 1930-50-ті роки наукова фантастика і фентезі стають масовою літературою, значною мірою завдяки виникненню pulp-журналів. Особливо значний вплив на популяризацію жанру справив Х'юго Ґернсбек заснуванням спеціалізованого журналу «Amazing Stories». Тоді жанр характеризувався великою кількістю технічних і наукових подробиць, але в 1940-ві у науковій фантастиці дедалі більше уваги приділялося психології персонажів, з чого почалася «Золота доба наукової фантастики».
У СРСР ранніми представниками наукової фантастики (1920-і) були Михайло Булгаков («Рокові яйця», «Собаче серце»), Олександр Бєляєв («Людина-амфібія», «Боротьба в ефірі», «Голова професора Доуеля»), Олексій Толстой («Гіперболоїд інженера Гаріна», «Аеліта») і Володимир Обручев («Земля Санникова», «Плутонія»). Пізніше радянська фантастика розвивалася дедалі ізольованіше та довго розумілася як дитяча, «несерйозна», література.

### Фантастика другої половини XX—XXI століття

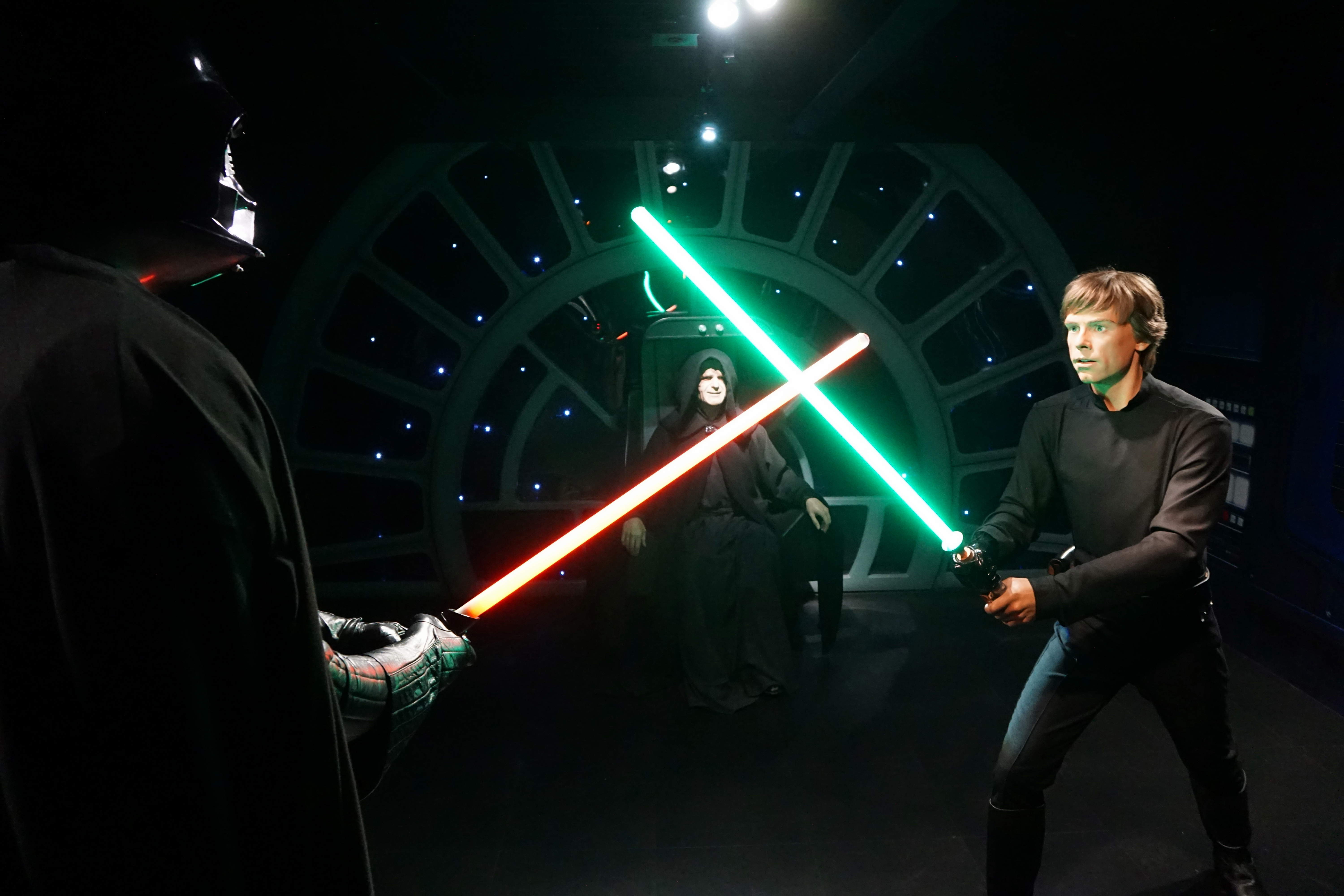
«Зоряні Війни» — класика кінофантастики XX ст.

У середині XX століття наукова фантастика стала менше звертатися до тем прогресу, винаходів, використовуючи більше фантастичний антураж інших світів для створення незвичайних умов для героїв творів. З цього в 1960-ті почалася «Нова хвиля» наукової фантастики. Причини цього вбачаються в розчаруванні авторів у прогресі. Стали з'являтися антиутопії, соціальна сатира. Фантастика дедалі більше показувала психологічні та соціальні драми. Провідними її авторами стали Айзек Азімов, Роберт Гайнлайн, Рей Бредбері, Роберт Шеклі, Френк Герберт, Філіп Дік.
Відбувся розквіт фентезі, ескапістської фантастики, заснованої на міфах, містиці, лицарських романах. Вийшли основні твори Толкіна, Клайва Льюїса, творили Урсула Ле Гуїн, Роджер Желязни, Пол Андерсон, Майкл Муркок. Завдяки фантастиці набули популярності комікси, зокрема розважальні комікси про супергероїв, таких як Супермен, Бетмен. Згодом виникли серйозні роботи таких коміксистів, як Алан Мур, Френк Міллер, Марк Міллар, Ніл Гейман у США, Жан Жиро, Алехандро Ходоровський, Енкі Білал у Франції.
З розвитком телебачення фантастика з 1960-х укріпилася у вигляді фільмів та телесеріалів («Star Trek», «Доктор Хто»). У 1970-80-ті набули поширення фантастичні настільні ігри: Dungeons&Dragons, Warhammer. Розквіт фантастичних серіалів припадає на кінець XX століття. Особливого розмаху кіно- і телефантастика набула в США з такими фільмами як «Робокоп», «Зоряний десант», «Термінатор», «П'ятий елемент», «Матриця». Ряд творів породив медіафраншизи як «Зоряні війни», «Зоряний шлях», «Зоряний крейсер „Галактика“», «Зоряна брама». У жанрі кінофантастики прославилися такі режисери і продюсери як Джеймс Кемерон, Стівен Спілберг, Пітер Джексон, Джордж Лукас, Тім Бертон, Рідлі Скотт, Пол Верховен і Джон Карпентер.
З 1980-х стали випускатися фантастичні відеоігри, які вже в 1990-ті подібно до фільмів започаткували франшизи. На думку деяких фантастів, фантастика XXI століття представлена здебільшого своїм науковим різновидом. Наукова фантастика слугує містком між техногенною реальністю сучасної людини та духовними цінностями, дозволяє в спрощеній та видовищній формі доносити ключові ідеї, необхідні для розуміння сучасного світу. Показово, що в міру урбанізації фентезі дедалі більше включає техногенні елементи, запозичуючи деталі, що раніше були притаманні науковій фантастиці.

## Фантастика в Україні
Іноді першим фантастичним твором, складеним на території сучасної України, за наявність описів потойбічних істот, називають Києво-Печерський патерик — збірку оповідей про заснування Києво-Печерського монастиря і житія його перших насельників. Фантастичними визначаються декотрі твори Петра Могили XVII століття. «Козацькі літописи» XVII — XVIII століть місцями містять оповіді про фольклорних істот та деякими дослідниками називаються попередниками української літератури жахів. Фантастичні елементи містить трагікомедія Феофана Прокоповича «Володимир», створена на початку XVIII століття.
Першою книгою, написаною літературною українською мовою, що має фантастичний характер, є віршований роман Івана Котляревського «Енеїда» (1798). Проте першою книгою, що відповідає усім жанровим канонам у традиційному розумінні є об'ємний фантастично-філософський роман Яна Потоцького «Рукопис, знайдений у Сарагосі» [Manuscrit trouve a Saragosse] (1804; випр. 1813—1814), написаний латиною. У Івана Котляревського в «Енеїді» (1798) та п'єсі «Москаль-чарівник» (1819) фольклорні та містичні допущення поєднуються з гумористичним. Одними з піонерів фантастики жахів та фентезі були Орест Сомів з виданим російською циклом оповідань «Малороссийские были и небылицы» та його прихильник та послідовник, що здобув своїми творами, зокрема фантастичними, всесвітню славу Микола Гоголь. Фантастичні сюжети мали «Конотопська відьма» (1833) Григорія Квітки-Основ'яненко, «Причинна» (1837) Тараса Шевченка, «Лісова пісня» (1911) Лесі Українки. Незаслужено призабутим в історії вітчизняної фантастики залишається ім'я видатного польськомовного українського фантаста Стефана Грабинського, котрого порівнюють з такими майстрами фентезі й жахів, як Едгар По і Говард Лавкрафт. Марко Вовчок (Марія Вілінська) була першою з перекладачів творів зарубіжних наукових фантастів українською, зокрема Жуля Верна.
У перших двох номерах літературного журналу «Шляхи мистецтва» за 1922 рік були опубліковані два оповідання, згодом об'єднані в цикл під назвою «Омашинення людства» за авторством письменника-аматора Сандра Касянюка. Ці твори можна назвати першим зразком наукової протофантастики в українській літературі. У 1924 році був опублікований перший власне науково-фантастичний та утопічний твір  українською мовою, роман Володимира Винниченка «Сонячна машина». Після нього фантастичні твори публікували Іван Ле, Юрій Смолич (цикл «Прекрасні катастрофи» (1929—1934)). Ґео Шкурупій став першим українським письменником, котрий спеціалізувався на фантастичних творах в рамках футуризму. Володимир Владко в 1935 році створив роман «Аргонавти Всесвіту» — перший в українській літературі твір про політ у космос. У романі «Нащадки скіфів» (1937) він же описав підземний світ, де раби-греки ведуть класову боротьбу зі скіфами-рабовласниками, започаткувавши цим вітчизняну історичну фантастику. У рамках «фантастики близького прицілу» творили Дмитро Бузько, відомий у цій ниві за романом «Кришталевий рай» (1935), Микола Трублаїні, Мирослав Капій.
З 1946 року в СРСР почалася боротьба з «українським націоналізмом» і вітчизняна фантастика продовжила існувати тільки як «фантастика ближнього прицілу». Пізніше у відповідь на це Володимир Винниченко написав «Слово за тобою, Сталіне» (1968), що став першою в українській фантастиці спробою написання альтернативної історії. Продовжував творити Володимир Владко («Фіолетова загибель», «Сивий капітан», «Позичений час»), 1956-го успішно дебютував Василь Бережний з повістю «У зоряні світи». Відомість отримав Микола Дашкієв, повість якого «Зуби дракона» (1956) отримала премією Республіканського конкурсу на найкращу науково-фантастичну і пригодницьку книгу для дітей та юнацтва. Олександр Ільченко в 1958 році написав фантасмагоричний роман «Козацькому роду нема переводу, або ж Козак Мамай та чужа молодиця». Олесь Бердник став розвивати ідеї Віри Крижановської та Івана Єфремова («Серце Всесвіту», «Стріла Часу», «Шляхи титанів», «Покривало Ізіди»), при цьому більше уваги звертаючи на моральні аспекти, особливо у романі «Чаша Амріти» (1968), але був репресований. Досить тривалий час після цього більшість українських письменників-фантастів видавалися російською: Борис Штерн, Володимир Савченко, Володимир Заєць, Євген Філімонов, Ернст Маринін, Андрій Печенезький. Рідною мовою творив Юрій Ячейкін, відомий за циклом дитячої фантастики «Пригоди капітана Небрехи» (1965—1973). Рідкісним прикладом українських фантастичних коміксів стали роботи Анатолія Василенка.
Період так званої «Перебудови» ознаменувався появою ряду нових імен: Лева Вершиніна, Наталії Гайдамаки, Людмили Козинець, Єлизавети Манової, Віталія Забірка, Володимира Залісенка та інших. Борис Штерн, Володимир Заєць стали публікувати свої оповідання й романи українською. На межі 1980-90-х емігрант Микола Руденко увійшов до української фантастики з романами «Син Сонця — Фаетон» (1989) і «Ковчег Всесвіту» (1991), в яких розивав тему розумного Всесвіту і необхідності духовної єдності. Повернувся до творчості Олесь Бердник.
До 2000 року видання літературної фантастики в Україні суттєво зменшилося. При тому, що в країні жило понад 30 письменників-фантастів, їхні твори більшою мірою виходили іншими мовами, стаючи частиною інших літератур. Основними причинами визначалися криза видавничої справи в Україні, розвиненіший російський видавничий ринок та прагнення письменників знайти ширшу аудиторію. Цим шляхом пішли Олександр Зорич, Федір Березін тощо, займаючи почасти відверту антиукраїнську позицію, прогнозуючи у своїх творах розпад України. Низка письменників, як Андрій Валентинов, Сергій та Марина Дяченки, Тимур Литовченко, Генрі Лайон Олді, Андрій Курков, пишучи російською, зважаючи на ринкові перспективи, та маючи при цьому шану до україномовного читача, видавали твори українською мовою практично одночасно з російським виданням, а подекуди і раніше за нього. Українською творили Галина Малик, Галина Пагутяк, Яна Дубинянська, Олег та Валентин Авраменки, Радій Радутний. Багато творів публікувалися в періодиці, не маючи окремих видань. Досить активно перекладалися зарубіжні популярні фантастичні твори Джоан Роулінг, Джона Толкіна, Клайва Льюїса, Джорджа Мартіна.
У 2010-ті утвердилася думка, що фантастична література в Україні існує й активно розвивається, натомість фантастикознавство малорозвинене та представлене здебільшого самими письменниками. По-друге, фантастика в Україні — двомовна, а домінуючі позиції займає саме російськомовна література. В Україні існує кілька об'єднань фантастів-початківців і професійних письменників: комісія з пригодницької та фантастичної літератури Національної Спілки письменників України, клуб любителів фантастики «Чумацький шлях» при НСПУ, творча майстерня «Второй блин» під керівництвом харківських фантастів Дмитра Громова та Олега Ладиженського (Генрі Лайон Олді), творча майстерня Марини та Сергія Дяченків (Київ), дніпропетровська літературна майстерня «Демосфера» та одеське об'єднання фантастів «Літературна Палуба». Основними українськими фантастами 2010-х є подружжя Дяченків, Святослав Добровольський, Генрі Лайон Олді, Юрій Щербак. Активізувалася кінофантастика, відомими прикладами якої слугують фільми «Тіні незабутих предків» (2013), «Синевир» (2014). Україна відома успішними фантастичними відеоіграми: серією «S.T.A.L.K.E.R.» (2007—2009), Collapse (2008), Metro 2033 (2010), Survarium (2014), Cradle (2015), We Are The Dwarves (2016).
В 2013 році у Швейцарії канадським літературознавцем українського походження Волтером (Володимиром) Смирнівим була видана узагальнююча праця з історії і типології україномовної фантастики «Українська фантастика: історичний і тематичний огляд». 2019 року колективом ентузіастів це безпрецедентне дослідження було перекладене на українську мову і видане обмеженим тиражем.